# Villanova (Ferrara)
Villanova è una frazione di Ferrara di 334 abitanti, facente parte della Circoscrizione 4.

## Geografia
Situata lungo l'argine destro del Po di Volano, Villanova sorge fra le vicine località di Albarea e Denore.

## Storia
Le origini del paese si fanno risalire già al 1108, quando l'arcivescovo di Ravenna investe l'abate di Sant'Apollinare Nuovo di due parrocchie ferraresi: San Giovanni di Denore e San Biagio di Villanova mentre è datata 1167 la lamina di piombo ritrovata nella chiesa durante alcuni lavori nel corso del 700. Inoltre, nonostante la chiesa sia stata più volte ricostruita, nel corso del restauro del 1848 è stata mantenuta una porzione di cornice romanica, segno delle sue antiche origini. 

## Monumenti e luoghi d'interesse

### Architetture religiose
- chiesa di San Biagio Vescovo e Martire, parrocchiale, in stile settecentesco.